# 托馬斯·尼爾
托馬斯·尼爾（英語：Thomas Neill，2002年6月9日—）是澳洲的一位游泳運動員。他參加2020年奧運會男子200公尺自由式、1500公尺自由式以及4×200公尺自由式接力的比賽，其中4×200公尺自由式接力聯同隊友收穫一枚銅牌。